# Copa do Mundo de Clubes da FIFA de 2010
A Copa do Mundo de Clubes da FIFA de 2010 foi a sétima edição do mundial de clubes da Federação Internacional de Futebol (FIFA), disputada de 8 a 18 de dezembro de 2010 nos Emirados Árabes Unidos. A competição ocorreu em Abu Dhabi.
Pela primeira vez na história uma equipe da África alcançou a final do Mundial de Clubes, após o TP Mazembe, da República Democrática do Congo, vencer o Internacional, do Brasil, nas semifinais por 2–0. Em contrapartida foi a primeira vez que uma equipe da América do Sul não disputou o título.
Na final, o TP Mazembe enfrentou a Internazionale, da Itália, e o clube europeu sagrou-se campeão com uma vitória por 3–0. Foi o terceiro título de âmbito mundial e o primeiro mundial da FIFA da Internazionale, tendo conquistado anteriormente duas edições da Copa Intercontinental em 1964 e 1965.

## Equipes classificadas
| Confederação | Equipe         | Classificação                                        | Participação     |
| ------------ | -------------- | ---------------------------------------------------- | ---------------- |
| AFC          | Seongnam       | Campeão da Liga dos Campeões da AFC de 2010          | 1ª               |
| CAF          | TP Mazembe     | Campeão da Liga dos Campeões da África de 2010       | 2ª (2009)        |
| CONCACAF     | Pachuca        | Campeão da Liga dos Campeões da CONCACAF de 2009-10  | 3ª (2007 e 2008) |
| CONMEBOL     | Internacional  | Finalista da Copa Libertadores da América de 2010[a] | 2ª (2006)        |
| OFC          | Hekari United  | Campeão da Liga dos Campeões da OFC de 2009-10       | 1ª               |
| UEFA         | Internazionale | Campeão da Liga dos Campeões da UEFA de 2009-10      | 1ª               |
| País-sede    | Al-Wahda       | Campeão da UAE League de 2010                        | 1ª               |

[a] ^ : Times do México não podem representar a CONMEBOL no torneio, com isso o Internacional conquistou a vaga diretamente.

## Árbitros
Lista dos árbitros e assistentes nomeados para o torneio:
| Árbitros                           | Assistentes           | Assistentes                |
| África                             | África                | África                     |
| ---------------------------------- | --------------------- | -------------------------- |
| RSA Daniel Bennett                 | MAR Redouane Achik    | CMR Evarist Menkouande     |
| Ásia                               |                       |                            |
| JPN Yuichi Nishimura               | JPN Toshiyuki Nagi    | JPN Toru Sagara            |
| AUS Benjamin Williams              | AUS Rodney Allen      | IRN Mohammadreza Abolfazli |
| Europa                             |                       |                            |
| NED Björn Kuipers                  | NED Berry Simons      | NED Sander van Roekel      |
| América do Norte, Central e Caribe |                       |                            |
| PAN Roberto Moreno                 | CRC Leonel Leal       | PAN Daniel Williamson      |
| Oceania                            |                       |                            |
| NZL Michael Hester                 | NZL Jan Hendrik Hintz | TGA Tevita Makasini        |
| América do Sul                     |                       |                            |
| PER Víctor Carrillo                | PER Jonny Bossio      | PER Jorge Yupanqui         |

## Estádios
Abu Dhabi foi a única cidade-sede da Copa do Mundo de Clubes da FIFA 2010.
| Abu Dhabi                  | Abu Dhabi            |
| -------------------------- | -------------------- |
| Mohammed Bin Zayed Stadium | Sheikh Zayed Stadium |
| Capacidade: 40.000         | Capacidade: 49.500   |
|                            |                      |

## Jogos
|  |                            |                            |                            |            |                            |                            |                |                |            |            |  |  |                            |                            |
|  | Play-off                   | Play-off                   |                            |            | Quartas de final           | Quartas de final           |                |                | Semifinais | Semifinais |  |  | Final                      | Final                      |
|  | 8 de dezembro – Abu Dhabi  |                            |                            |            |                            |                            |                |                |            |            |  |  |                            |                            |
|  | Al-Wahda                   | 3                          |                            |            | 11 de dezembro – Abu Dhabi | 11 de dezembro – Abu Dhabi |                |                |            |            |  |  |                            |                            |
|  | Al-Wahda                   | 3                          |                            |            | 11 de dezembro – Abu Dhabi | 11 de dezembro – Abu Dhabi |                |                |            |            |  |  |                            |                            |
|  | Hekari United              | 0                          |                            |            | Al-Wahda                   | 1                          |                |                |            |            |  |  |                            |                            |
|  | Hekari United              | 0                          | 15 de dezembro – Abu Dhabi |            | Al-Wahda                   | 1                          |                |                |            |            |  |  |                            |                            |
|  |                            |                            |                            |            | Seongnam                   | 4                          |                |                |            |            |  |  |                            |                            |
|  | Seongnam                   | 0                          |                            |            | Seongnam                   | 4                          |                |                |            |            |  |  |                            |                            |
|  | Seongnam                   | 0                          |                            |            |                            |                            |                |                |            |            |  |  |                            |                            |
|  |                            |                            | Internazionale             | 3          |                            |                            |                |                |            |            |  |  |                            |                            |
|  |                            |                            | Internazionale             | 3          |                            |                            |                |                |            |            |  |  |                            |                            |
|  |                            |                            | 18 de dezembro – Abu Dhabi |            |                            |                            |                |                |            |            |  |  |                            |                            |
|  |                            |                            |                            |            |                            |                            |                |                |            |            |  |  |                            |                            |
|  | Internazionale             | 3                          |                            |            |                            |                            |                |                |            |            |  |  |                            |                            |
|  | Internazionale             | 3                          | 10 de dezembro – Abu Dhabi |            |                            |                            |                |                |            |            |  |  |                            |                            |
|  |                            | TP Mazembe                 | 0                          |            |                            |                            |                |                |            |            |  |  |                            |                            |
|  |                            |                            | 0                          | TP Mazembe | 1                          |                            |                |                |            |            |  |  |                            |                            |
|  | 14 de dezembro – Abu Dhabi |                            |                            | TP Mazembe | 1                          |                            |                |                |            |            |  |  |                            |                            |
|  |                            | Pachuca                    | 0                          |            |                            |                            |                |                |            |            |  |  |                            |                            |
|  | TP Mazembe                 | Pachuca                    | 0                          | 2          |                            |                            |                |                |            |            |  |  |                            |                            |
|  | TP Mazembe                 | Quinto lugar               | Quinto lugar               | 2          |                            |                            | Terceiro lugar | Terceiro lugar |            |            |  |  |                            |                            |
|  |                            | Quinto lugar               | Quinto lugar               |            | Internacional              | 0                          | Terceiro lugar | Terceiro lugar |            |            |  |  |                            |                            |
|  | Pachuca (pen)              | 2 (4)                      | Seongnam                   | 2          | Internacional              | 0                          |                |                |            |            |  |  |                            |                            |
|  | Pachuca (pen)              | 2 (4)                      | Seongnam                   | 2          |                            |                            |                |                |            |            |  |  |                            |                            |
|  | Al-Wahda                   | 2 (2)                      | Internacional              | 4          |                            |                            |                |                |            |            |  |  |                            |                            |
|  | Al-Wahda                   | 2 (2)                      | Internacional              | 4          |                            |                            |                |                |            |            |  |  |                            |                            |
|  | 15 de dezembro – Abu Dhabi | 15 de dezembro – Abu Dhabi |                            |            |                            |                            |                |                |            |            |  |  | 18 de dezembro – Abu Dhabi | 18 de dezembro – Abu Dhabi |

Todas as partidas seguem o fuso horário local (UTC+4).

### Play-off para os quartos-finais
| 8 de dezembro | Al-Wahda                                   | 3 – 0     | Hekari United | Mohammed Bin Zayed Stadium, Abu Dhabi       |
| 20:00         | Hugo 40' · Fernando Baiano 44' · Jumaa 71' | Relatório |               | Público: 23 895 Árbitro: RSA Daniel Bennett |

### Quartos-finais
| 10 de dezembro | TP Mazembe | 1 – 0     | Pachuca | Mohammed Bin Zayed Stadium, Abu Dhabi         |
| 20:00          | Bedi 21'   | Relatório |         | Público: 17 960 Árbitro: JPN Yuichi Nishimura |

| 11 de dezembro | Al-Wahda            | 1 – 4     | Seongnam                                                           | Sheikh Zayed Stadium, Abu Dhabi              |
| 20:00          | Fernando Baiano 27' | Relatório | Molina 4' · Ognenovski 30' · Choi Sung-Kuk 71' · Cho Dong-Geon 81' | Público: 30 625 Árbitro: PER Víctor Carrillo |

### Semifinais
| 14 de dezembro | TP Mazembe                   | 2 – 0     | Internacional | Mohammed Bin Zayed Stadium, Abu Dhabi      |
| 20:00          | Kabangu 53' · Kaluyituka 85' | Relatório |               | Público: 22 131 Árbitro: NED Björn Kuipers |

| 15 de dezembro | Seongnam | 0 – 3     | Internazionale                          | Sheikh Zayed Stadium, Abu Dhabi             |
| 21:00          |          | Relatório | Stanković 3' · Zanetti 32' · Milito 73' | Público: 35 995 Árbitro: PAN Roberto Moreno |

### Disputa pelo quinto lugar
| 15 de dezembro | Pachuca            | 2 – 2     | Al-Wahda                   | Sheikh Zayed Stadium, Abu Dhabi             |
| 18:00          | Cvitanich 82', 89' | Relatório | Matar 44' · Al-Hammadi 77' | Público: 10 908 Árbitro: RSA Daniel Bennett |

|                            |       | Penalidades                     |  |
| Cvitanich López Muñoz Luna | 4 – 2 | Hugo Basheer Saeed Jumaa Diarra |  |

### Disputa pelo terceiro lugar
| 18 de dezembro | Internacional                                      | 4 – 2     | Seongnam          | Sheikh Zayed Stadium, Abu Dhabi             |
| 18:00          | Tinga 15' · Alecsandro 27', 71' · D'Alessandro 52' | Relatório | Molina 84', 90+3' | Público: 16 563 Árbitro: NZL Michael Hester |

### Final
| 18 de dezembro | TP Mazembe | 0 – 3     | Internazionale                        | Sheikh Zayed Stadium, Abu Dhabi               |
| 21:00          |            | Relatório | Pandev 13' · Eto'o 17' · Biabiany 85' | Público: 42 174 Árbitro: JPN Yuichi Nishimura |

## Premiação
| Copa do Mundo de Clubes da FIFA 2010 |
| Itália                               |
| ------------------------------------ |
| Internazionale Campeão (1º título)   |

Fair Play
| Fair play | Internazionale |

### Individuais
| Bola de Ouro                  | Bola de Prata                 | Bola de Bronze                      |
| ----------------------------- | ----------------------------- | ----------------------------------- |
| Samuel Eto'o (Internazionale) | Dioko Kaluyituka (TP Mazembe) | Andrés D'Alessandro (Internacional) |

## Classificação final
| Times | Times          | J | V | E | D | GP | GC | SG |
| ----- | -------------- | - | - | - | - | -- | -- | -- |
| 1     | Internazionale | 2 | 2 | 0 | 0 | 6  | 0  | +6 |
| 2     | TP Mazembe     | 3 | 2 | 0 | 1 | 3  | 3  | 0  |
| 3     | Internacional  | 2 | 1 | 0 | 1 | 4  | 4  | 0  |
| 4     | Seongnam       | 3 | 1 | 0 | 2 | 6  | 8  | -2 |
| 5     | Pachuca        | 2 | 0 | 1 | 1 | 2  | 3  | -1 |
| 6     | Al-Wahda       | 3 | 1 | 1 | 1 | 6  | 6  | 0  |
| 7     | Hekari United  | 1 | 0 | 0 | 1 | 0  | 3  | -3 |

## Artilharia
| 3 gols (1) - Mauricio Molina (Seongnam) 2 gols (3) - Alecsandro (Internacional) - Darío Cvitanich (Pachuca) - Fernando Baiano (Al-Wahda) 1 gol (18) - Abdulrahim Jumaa (Al-Wahda) - Andrés D'Alessandro (Internacional) - Cho Dong-Geon (Seongnam) - Choi Sung-Kuk (Seongnam) - Dejan Stanković (Internazionale) - Diego Milito (Internazionale) | 1 gol (continuação) - Dioko Kaluyituka (TP Mazembe) - Goran Pandev (Internazionale) - Hugo (Al-Wahda) - Ismail Matar (Al-Wahda) - Javier Zanetti (Internazionale) - Jonathan Biabiany (Internazionale) - Mahmoud Al-Hammadi (Al-Wahda) - Mbenza Bedi (TP Mazembe) - Mulota Kabangu (TP Mazembe) - Tinga (Internacional) - Samuel Eto'o (Internazionale) - Saša Ognenovski (Seongnam) |